# Helina pusilla
Helina pusilla este o specie de muște din genul Helina, familia Muscidae. A fost descrisă pentru prima dată de Carl Ludwig Doleschall în anul 1858. Conform Catalogue of Life specia Helina pusilla nu are subspecii cunoscute.